# 南青山 (我孫子市)
南青山（みなみあおやま）は、千葉県我孫子市の大字。郵便番号270-1178。

## 地理
北は青山、南は青山台、青山の飛地に隣接する。1990年代に実施された青山地区の区画整理後、区画整理地域を中心とした南側を青山より分離する形で誕生した。

## 世帯数と人口
2017年（平成29年）4月1日現在の世帯数と人口は以下の通りである。
| 大字   | 世帯数  | 人口    |
| ------ | ------- | ------- |
| 南青山 | 708世帯 | 1,941人 |

## 小・中学校の学区
市立小・中学校に通う場合、学区は以下の通りとなる。
| 番地 | 小学校                     | 中学校                 |
| ---- | -------------------------- | ---------------------- |
| 全域 | 我孫子市立我孫子第三小学校 | 我孫子市立我孫子中学校 |

## 交通

### 鉄道
大字内に鉄道駅は存在しない。